# 1975 en Belgique
Chronologie de la Belgique
- 1971
- 1972
- 1973
- 1974
- 1975
- 1976
- 1977
- 1978
- 1979

Cette page recense des événements qui se sont produits durant l'année 1975 en Belgique.

## Chronologie

### Février
- 10 février : une explosion d'éthylène survient à l'usine Union Carbide d'Anvers, faisant 6 morts et 13 blessés[1].

### Avril
- 30 avril : accident d'un hélicoptère de la protection civile tuant quatre pompiers et un agent de la protection civile au fort de Walem[2].

### Mai
- 29 et 30 mai : troisième sommet de l'OTAN à Bruxelles.

### Juillet
- 26 juillet : ouverture du parc d'attraction Walibi, dans la province de Brabant.

### Novembre
- 13 novembre : une collision maritime a lieu en Mer du Nord, au large de Zeebruges entre les navires Bowstream et Ibis, faisant 5 morts[3].

### Décembre
- 30 décembre : adoption de la loi sur la fusion de communes qui aura lieu en 1977[2].

## Culture

### Littérature
- Prix Rossel : Sophie Deroisin, Les dames.

## Sciences
- Prix Francqui : René Thomas (biochimie, ULB).

## Naissances
- 7 janvier : Dimitri De Condé, joueur de football.
- 16 février : Vanina Ickx, pilote automobile.
- 26 mars : Freya Van den Bossche, femme politique.
- 17 juillet : Cécile de France, actrice.
- 16 août : Alexandre Teklak, joueur de football
- 23 octobre : Pierre-Yves Corthals, pilote automobile

## Décès
- 3 janvier : René Thomas, guitariste
- 3 février : Ernest Sterckx, coureur cycliste
- 4 mars : Charles Spaak, scénariste
- 9 mars : Marie Gevers, romancière de langue française
- 12 mars : Isabelle Blume, femme politique
- 14 avril : Gérard Romsée, homme politique et collaborateur
- 24 juin : Louis Van Hege, joueur de football
- 28 juin : Serge Reding, haltérophile
- 10 juillet : Achille van Acker, homme politique, Premier ministre
- 18 août : André Oleffe, homme politique et homme d'affaires
- 31 décembre : Georges Cuisenaire, pédagogue (° 7 septembre 1891)

## Statistiques
- Population totale au 1er janvier 1975 : 9 788 248 habitants[4].